# Homolobus nipponensis
Homolobus nipponensis är en stekelart som beskrevs av Van Achterberg 1979. Homolobus nipponensis ingår i släktet Homolobus och familjen bracksteklar. Inga underarter finns listade i Catalogue of Life.